# 邺城遗址
邺城遗址或称邺城，位于今河北省邯郸市临漳县境，由南北两座相连的城池组成（即邺北城、邺南城）。邺北城自东汉建安十八年（213年），由曹操在旧城基础上开始营造。是为曹魏五都之一。后为后赵、冉魏、前燕都城。东魏时，兴建邺南城。为东魏、北齐都城。
邺城主体位于河北省临漳县西南20公里的漳河北岸，在今河北省临漳城区20公里，距河南省安阳市主城区18余公里。遗址范围包括今河北省临漳县西南（邺北城、邺南城、铜雀台）和河南省安阳市东北（曹操高陵、西门豹祠）。1988年，以邺城遗址之名列入第三批全国重点文物保护单位。今天邺城旧址附近，即临漳县及相邻的磁县和河南省安阳市安阳县交界处，还经常有重要的东汉與魏晋南北朝相关的考古學发现。

## 歷史

### 先秦两汉
商朝時，宰相伊尹流放其君太甲於此地，時曰桐。
春秋时期齐桓公筑邺城，邺是邑名。战国时属魏，有邺令西门豹治邺之故事。依“邺令（邺县令）”一词推断，此时可能已置邺县。今留有西门豹祠在河南省安阳县。
西汉建立后为魏郡治所。

### 汉末魏晋南北朝
东汉末年袁绍以邺城为根据地，遂成为冀州治。建安十八年（213年）丞相曹操自封为魏公，定魏國之都于此。216年晉爵為魏王。曹操因旧城增筑邺北城，东西七里、南北五里，北临漳水，城西北隅自北向南有冰井、铜爵、金虎三台（即铜雀台），遗址位于今临漳县三台村。
魏王曹丕篡汉，遷都洛阳城，邺仍为魏郡郡治，并以「王业之本基」为曹魏五都之一。
西晋沿袭曹魏旧制，后避晋愍帝司马邺之讳，314年改名临漳县。咸康元年（335年）石虎徙都之，复改为邺县。
十六国时期的后赵、冉魏、前燕都曾在此建都。
东魏建立，迁都于此，置司州，改魏郡为魏尹，并于古漳水南岸营建邺南城，东西六里、南北八里，规模大于北城，现其城遗址因漳水改道已在北岸。东魏天平初年（公元534年），把荡阴县、安阳县划入邺县。自此安阳县并入邺县直到590年（重置安阳县）共56年时间。
北齐代魏后，仍以此为都，改魏尹为清都尹，倚郭邺、临漳、成安三县。邺城之盛，至此为最。此时的邺城坐拥天下之精华，是当时最为繁荣的都城。
北周灭齐，改司州为相州，清都尹为魏郡，临漳、成安二县从邺城迁出，邺仍为相州州治、魏郡郡治。

### 被毁弃
北周大象二年（580年），尉迟迥据邺反抗杨坚失败，古邺城被焚毁。相州、魏郡、邺县三级治所及邺民迁至安阳古城。邺城被毁弃。
2017年5月16日，臨漳縣文物部門表示，經考古專家發掘和研究，確認鄴城遺址中的核桃園一號建築基址，是北齊皇家佛寺大莊嚴寺遺址，屬於最高等級的皇家大寺，準確建造時間為公元553至577年之間。